# Зої
Зої Штрауб (нім. Zoë Straub; 1 грудня 1996, Відень, Австрія), найбільш відома під своїм сценічним ім'ям Зої (нім. Zoë) — австрійська співачка, авторка пісень, музикантка та акторка.

## Біографія
Зої Штрауб народилася 1 грудня 1996 року у Відні, Австрія у музикальній родині. Її батьки — Крістоф і Руміна Штрауб — 1991 року заснували гурт Papermoon, у складі якого виступають і донині.
У 6 років з музичним гуртом батьків Зої випускає пісню «Doop Doop (Baby Remix)». 2007 року бере участь у конкурсі Kiddy Contest з піснею німецької співачки Ніколь «Engel ohne Flügel». Цього ж року вона поступає в Lycée Français de Vienne (Французький ліцей у Відні), де вчиться дев'ять років.
2015 року Штрауб грає в телесеріалі Vorstadtweiber. Вона брала участь у національному відборі Австрії на Пісенний конкурс Євробачення 2015 з піснею «Quel filou», де зайняла 3 місце.
В жовтні 2015 року співачка презентує свій дебютний альбом «Début» з піснями французькою мовою.
12 лютого 2016 року перемагає на національному відборі Австрії на Пісенний конкурс Євробачення 2016 з піснею «Loin d'ici» (Далеко звідси).

## Дискографія

### Студійні альбоми
| Назва   | Подробиці                                                                                   | Найвища позиція |
| Назва   | Подробиці                                                                                   | AT              |
| ------- | ------------------------------------------------------------------------------------------- | --------------- |
| «Début» | - Дата виходу: 23 жовтня 2015 - Лейбл: Global Rockstar Music - Формат: CD, digital download | 5               |

### Сингли
| Рік  | Сингл                  | Найвища позиція | Альбом  |
| Рік  | Сингл                  | AT              | Альбом  |
| ---- | ---------------------- | --------------- | ------- |
| 2015 | «Quel filou»           | 23              | «Début» |
| 2015 | «Je m'en fous»         | —               | «Début» |
| 2015 | «Mon cœur a trop aimé» | 12              | «Début» |
| 2016 | «Loin d'ici»           | —               | «Début» |